# バランス (JIGGER'S SONのアルバム)
『バランス』は、JIGGER'S SONのアルバム。

## 概要
前作『素敵な日々』で「JIGGER'S SONは4人である」という基本姿勢を確認できたことから、今作では鍵盤類の使用を解禁した。レコーディングが3期に分かれたため、それぞれ異なるエンジニアを招いている。佐野元春の『The Circle』等数々の名盤を手がけた坂元達也の参加は特に嬉しかったそうで、バンド内のモチベーションも非常に高い中に制作された。
納得いく楽曲が出揃った後で新たに制作した3曲いずれも手応えを得たことからそれらを全て収録し、作曲した覚は「限界を超えるものができてしまった」「今後、これを超えるものが作れるか不安になった」と案内。次なる楽曲制作への刺激を求めて瀬木貴将とボリビアアマゾンを巡る旅に出かけた。
最高傑作と自負していた作品ではあったが売上は不振に終わり、バンドの活動休止の呼び水となる。

## 収録曲
特記のない限り作詞・作曲：坂本覚、編曲：JIGGER'S SON&土方隆行。
1. バランス
2. 世界の終わり
ピアノ：倉田信雄
3. ふらんす
4. 希望
5. 海辺で暮らす君
6. 遠い記憶
7. Q日の雷
渡辺のポエトリーリーディングが挿入される実験的な楽曲。
8. ラジオ (My Home風)
9. 天国に1番近い部屋
作曲：坂本昌人
10. 女神 (これは愛だ)
作曲：坂本覚・坂本昌人
11. 海へ行った
1996年夏よりライブで披露されていた。
12. 忘れないで

## 関連書籍
覚が瀬木と旅したアマゾン川の冒険旅行を日記風に綴った「ボリビア道中記」が著書『weekend caravan plus+』(2002年)に収録。本アルバムの制作についても触れており、日本語を理解しない現地の住民たちに向けて「忘れないで」を歌ったことなど、リリース当時のインタビューでよく語っていたエピソードも詳細に記述している。